# Aus tiefer Not schrei ich zu dir

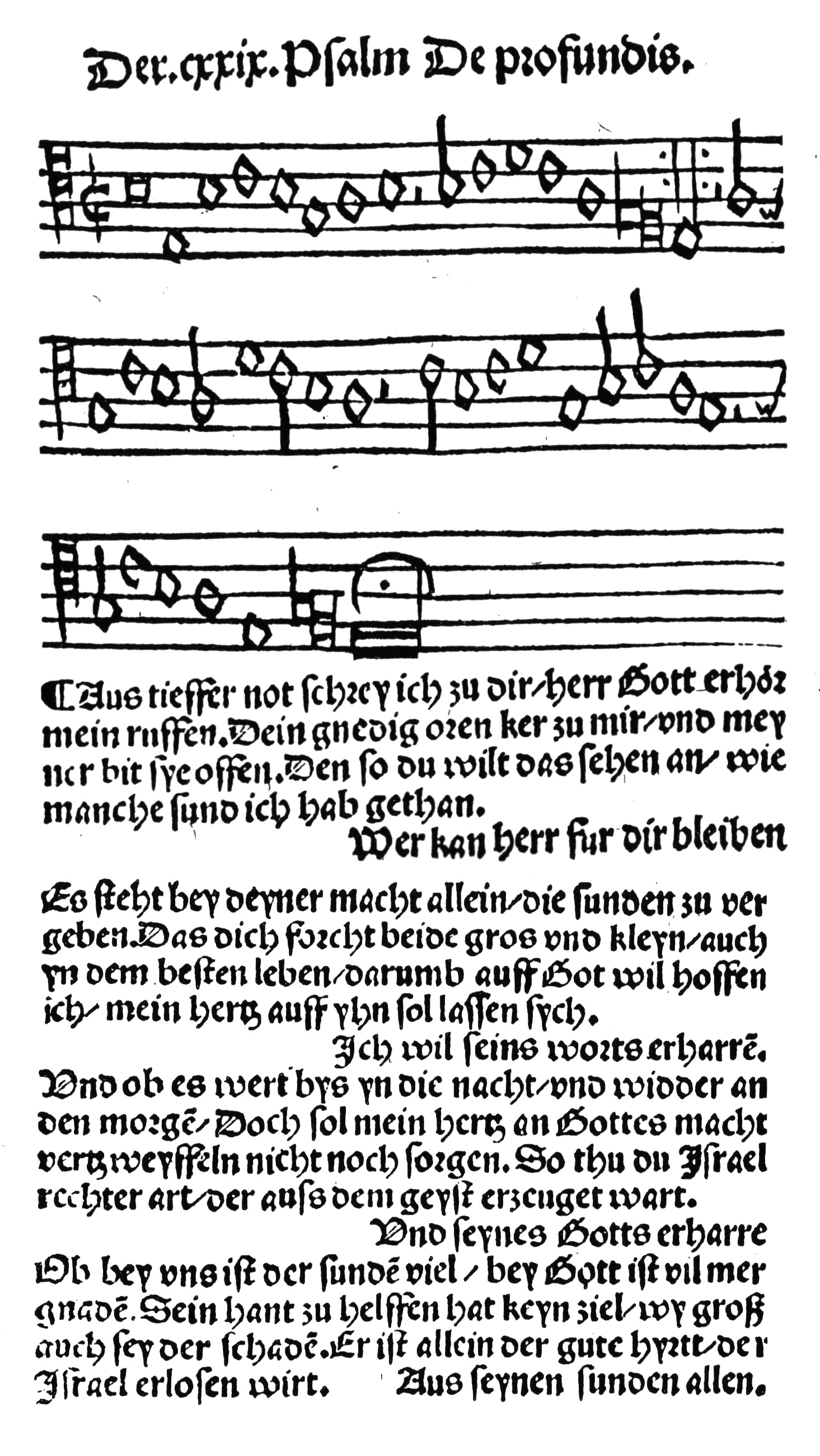
Aus tiefer Not, vierstrophige Fassung,
Erfurter Enchiridion 1524

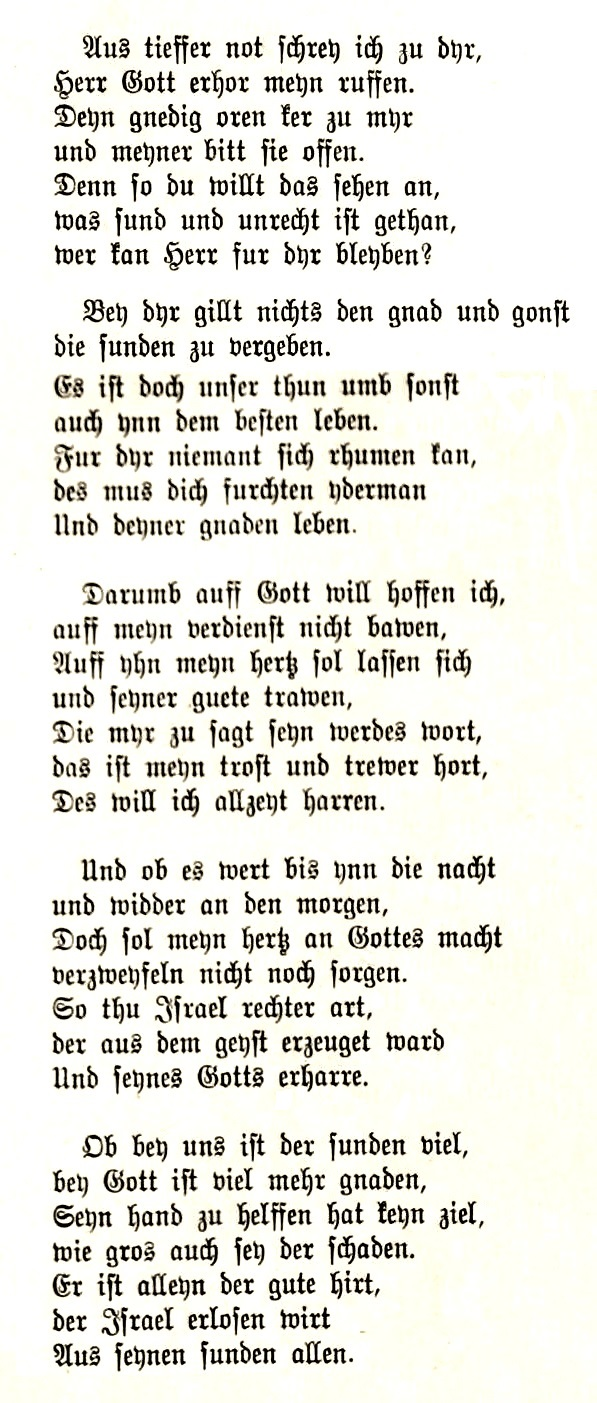
Aus tiefer Not, fünfstrophige Fassung,
Wittenbergisches Gesangbuch 1524 (Nachdruck WA 35)

Aus tiefer Not schrei ich zu dir ist ein Kirchenlied von Martin Luther. Er schrieb es um die Jahreswende 1523/24 als Nachdichtung des Bußpsalms 130 (Ps 130 ). In den frühesten Drucken erscheint es teils in einer vier-, teils in einer fünfstrophigen Fassung. Die fünfstrophige ist, fast unverändert, die Fassung des Evangelischen Gesangbuchs (Nr. 299). Das katholische Gotteslob (2013) enthält die Strophen 1, 3, 4 und 5 mit geringfügigen sprachlichen Glättungen (Nr. 277). Das Mennonitische Gesangbuch enthält fünf Strophen mit ebenfalls geringfügigen sprachlichen Anpassungen (Nr. 387). Ebenfalls von Luther stammt die meistgebrauchte Melodie des Liedes.